# 死ぬかと思った
『死ぬかと思った』（しぬかとおもった）は、2006年6月17日に日本テレビの「バリューナイトフィーバー」枠で放送されたオムニバス形式の単発テレビドラマ。および、2007年4月7日から2007年6月30日まで日本テレビの「黄金の舌」枠（24:50-25:20）で放送された一話完結・オムニバス形式のテレビドラマ。毎回ゲストが主役を務め、様々なジャンルの死ぬかと思ったエピソードを放送。全13話。

## エピソードおよびキャスト

### 2006年版
- 「ナビゲーションドラマ」（愛人宅勘違い編、ワイン堪能編、トイレパニック編） 大倉孝二
- 「旅の宿」 MEGUMI、酒井敏也、鈴木飛雄
- 「最後のギャンブル」 岡本麗、平田満

### 2007年版
- Case01 「天使と悪魔」 佐藤隆太
- Case02 「私がやりました」 井川遥、田中実
- Case03 「箱男」 田中圭、西田奈津美
- Case04 「お母さん」 国仲涼子
- Case05 「同窓会」 柏原収史
- Case06 「侵入」 阿部力、三津谷葉子
- Case07 「ビビる男」 片桐仁（ラーメンズ）、佐藤寛子
- Case08 「出ない女」 りょう、山内菜々
- Case09 「声男」 濱口優、能世あんな
- Case10 「ドンジー」 石橋杏奈、星井七瀬
- Case11 「仲介人」林泰文、堀内健、橘実里
- Case12 「ペテン師」田畑智子、松山まみ
- Case13 「四十九日」佐々木蔵之介、池脇千鶴

### 備考
- ロケ地は、世田谷区周辺。

## スタッフ
- 脚本：武田有紀、福間正浩、加藤公平、加藤綾子（2006年）ほか
- 音楽：池頼広
- 主題歌：平岡由香「悪魔がとまらない」（オリジナルサウンドトラックに収録）
- 演出：小川通仁、畝田光記（2006年）、国本雅広　他
- チーフプロデューサー：菅賢治
- プロデューサー：小川通仁、高橋秀明、千葉行利、次屋尚（2006年）、柴崎正（2006年）
- 企画制作：日本テレビ
- 制作著作：D.N.ドリームパートナーズ、VAP
- 制作協力：ケイファクトリー